# Sven Delblanc

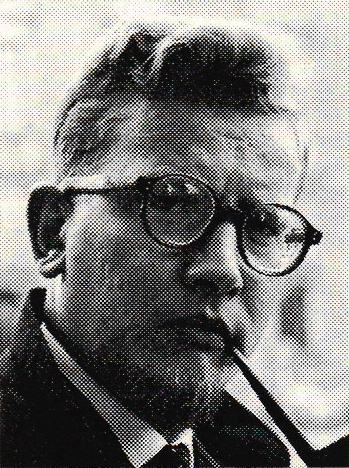
Sven Delblanc

Sven Delblanc (Aussprache [ˌsvɛnː dɛlˈblaŋː], * 26. Mai 1931 in Swan River, Manitoba, Kanada; † 15. Dezember 1992 in Gottsunda, Schweden) war ein schwedischer Schriftsteller und Literaturwissenschaftler.
Die Familie von Sven Delblancs Vater stammte ursprünglich aus Frankreich, doch Sven Delblancs Großvater wurde in Leipzig geboren und wanderte später nach Schweden aus. Sven Delblancs Vater war Landwirt. Sven Delblanc wuchs in Södermanland auf. 1965 promovierte er und war seit dem gleichen Jahr Dozent für Literaturgeschichte an der Universität Uppsala. Von 1968 bis 1969 war Sven Delblanc Gastprofessor an der Universität Berkeley, Kalifornien.
Sven Delblanc schrieb vor allem phantasievolle Romane, die in seiner Heimat Södermanland spielen, viele davon mit autobiographischem Hintergrund. Einige seiner Romane wurden außerordentlich populär.

## Werke (Auswahl)
Erzählungen
- Jerusalems Nacht. Erzählung („Jerusalems Natt“). Klett-Cotta, Stuttgart 1989, ISBN 3-608-95353-1.

Romane
- Kastraten („Kastrater“). Klett-Cotta, Stuttgart 1983, ISBN 3-608-95181-4.
- Samuels Buch. Roman („Samuels bok“). Klett-Cotta, Stuttgart 1984, ISBN 3-608-95176-8.
- Samuels Töchter. Roman („Samuels döttrar“). Klett-Cotta, Stuttgart 1986, ISBN 3-608-95388-4.
- Speranza. Ein zeitgenössischer Roman („Speranza“). Klett-Cotta, Stuttgart 1982, ISBN 3-12-901991-X, Dtv, München 1985, ISBN 3-423-10459-7.
- Waldstein. Ein Roman aus barocker Zeit („Prästkappan“). Klett-Cotta, Stuttgart 1981, ISBN 3-12-901921-3 (formal falsch), Ullstein, Frankfurt/M. 1984, ISBN 3-548-39077-3.

Theater
- Den arme Richard. En melodram i två akter. Bonnier, Stockholm 1978, ISBN 91-0-043819-7.